# Literatura LGBT de Chile
La literatura LGBT de Chile, entendida como literatura escrita por autores chilenos que involucre tramas, temáticas o personajes que formen parte o estén relacionadas con la diversidad sexual, tuvo su más temprano exponente en la novela «Pasión y muerte del Cura Deusto», publicada en 1924 por el escritor Augusto D'Halmar y que se convirtió en una de las primeras obras literarias latinoamericanas en tratar abiertamente la homosexualidad. Durante prácticamente todo el siglo XX la literatura LGBT chilena se dio en un contexto de criminalización de la homosexualidad, la cual fue despenalizada en 1999.

## Historia

### Antecedentes

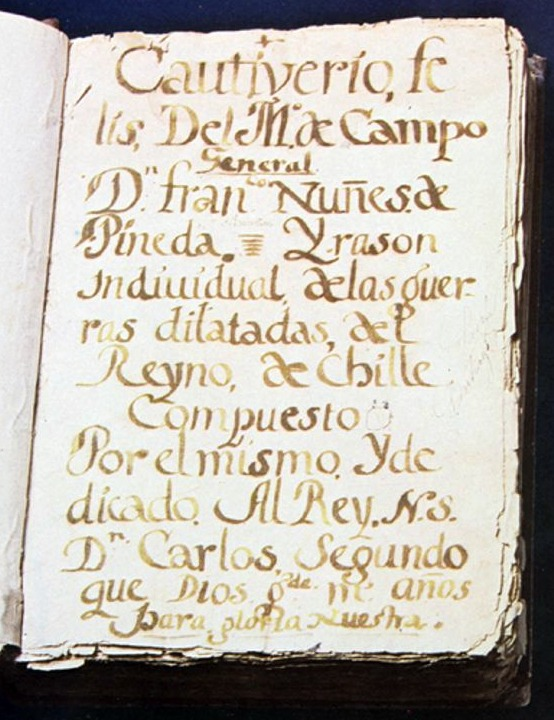
Portada original de Cautiverio feliz (1673).

Una de las primeras crónicas sobre homosexualidad realizadas en el actual territorio de la República de Chile ocurre en 1673 cuando Francisco Núñez de Pineda y Bascuñán escribe el libro Cautiverio feliz, quien narra la existencia de un tipo de machi (chamán mapuche) conocido como weye, quien utiliza vestimenta considerada como femenina y puede mantener relaciones homosexuales en forma pasiva con otros jóvenes solteros de su tribu, siendo una conducta de la homosexualidad en la cultura mapuche ampliamente tolerada a nivel social y sin ninguna persecución penal dentro de su ordenamiento jurídico indígena.
En los siglos posteriores, la casi totalidad de las crónicas narran la homosexualidad de manera peyorativa, ridiculizando a los protagonistas y utilizando insultos. Algunos de esos casos se dieron en 1886 en el periódico El Padre Padilla, editado por Juan Rafael Allende, el cual publicó una serie de artículos sobre homosexuales a quienes se refieren como «maricones». El primero de ellos es publicado en la edición del 2 de marzo, señalando posibles teorías sobre las causas del aumento en la presencia de homosexuales en Santiago; el 13 de marzo se publica una segunda parte, mientras que a partir del 26 de junio se presenta un guion titulado «Comedia de maricones» en el que se caricaturiza a homosexuales, y que se publica por entregas hasta el 29 de julio. Posteriormente, en 1896 se publica una lira popular con una poesía titulada El maricón vestido de mujer; el impreso era editado por José Hipólito Casas Cordero, y describía el caso de un joven de Quillota que se vestía de mujer y se habría casado con otro hombre.

### SigloXX

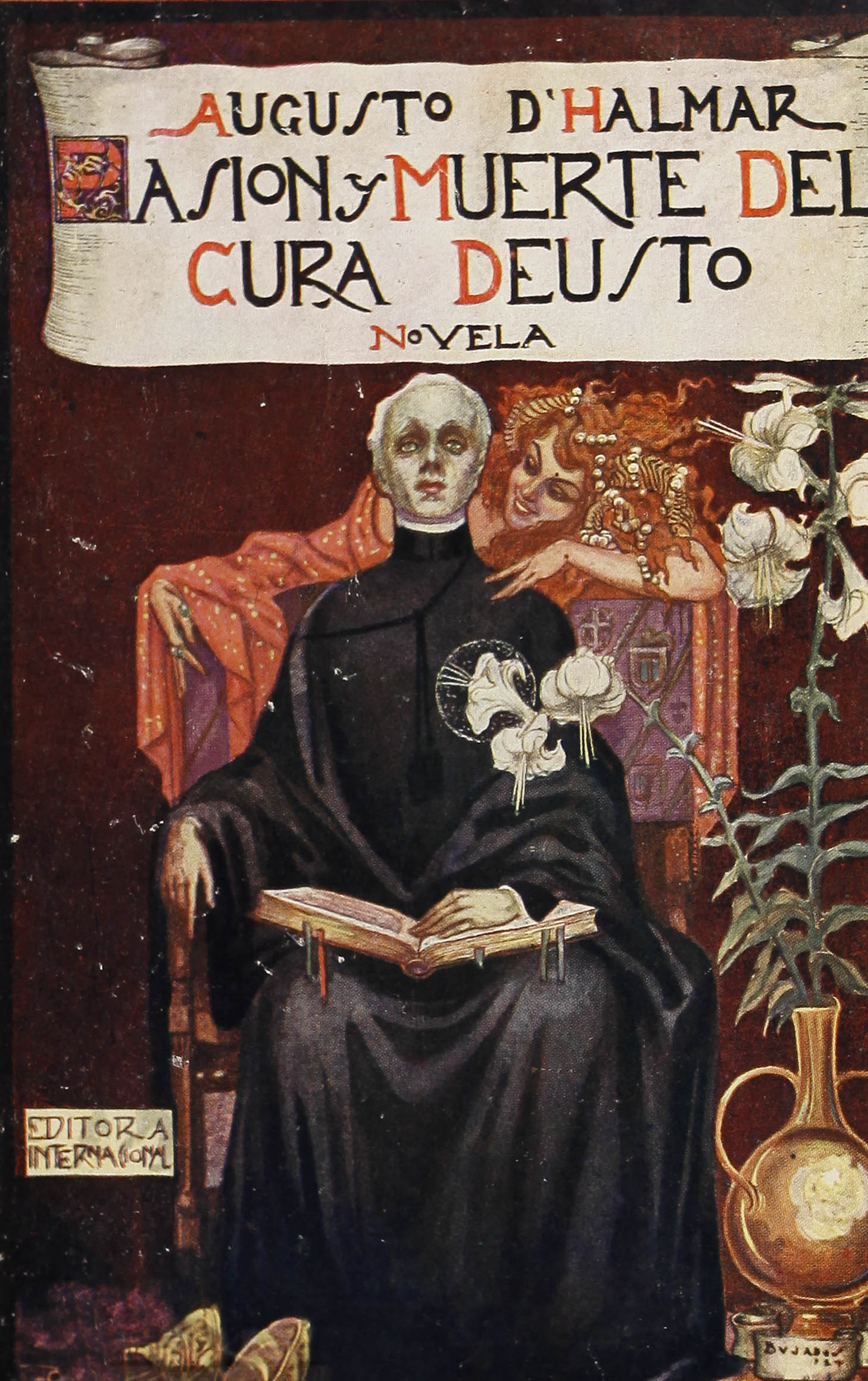
Portada de Pasión y muerte del Cura Deusto, primera novela de temática LGBT de Chile.

La literatura chilena de inicios del siglo XX comenzó a desarrollar profusamente relatos de temática gay, que se inició con la novela La sombra inquieta de Hernán Díaz Arrieta (Alone), publicada en 1915, donde se incluye al primer personaje afeminado de la literatura nacional. La primera obra literaria chilena en que aparece representada una relación homosexual es Pasión y muerte del Cura Deusto, escrita entre enero y septiembre de 1920 por Augusto D'Halmar, publicada oficialmente en 1924. La novela es protagonizada por Ignacio Deusto, sacerdote de la iglesia de San Juan de La Palma, en Sevilla, que se enamora de un joven cantor; la trama finaliza con la muerte de Deusto en las vías del ferrocarril tras haber renunciado al amor.
En 1935, Joaquín Edwards Bello describió en La chica del Crillón un personaje lésbico, tema que pocas veces se menciona. Varios autores heterosexuales como Alejandro Jodorowsky y Enrique Lafourcade compartieron con artistas homosexuales que impulsaron sus carreras. Lafourcade dedicó papeles importantes a la homosexualidad en sus primeros trabajos como Pena de muerte (1952) y Para subir al cielo (1959). La relativa apertura del tema en los círculos aristocráticos, intelectuales y artísticos, influenciada por los acontecimientos en Europa, permitió la publicación de algunas obras literarias extranjeras que también retrataban la homosexualidad.
En 1966 es publicada la novela El lugar sin límites de José Donoso, que narra la historia de un homosexual travesti dueño de un prostíbulo en una localidad campestre de la zona central de Chile junto a su hija. La novela describe la miseria de los pueblos olvidados y la cotidianeidad de la prostitución en zonas rurales asociada a la orientación sexual e identidad de género del protagonista. Al año siguiente es publicada la novela El apuntamiento de Luis Rivano, la cual describe los puntos de encuentro entre homosexuales de la época en el centro de Santiago de Chile. A mediados del siglo XX también se destacan las obras de Adolfo Couve (fallecido en 1998) y el escritor Mauricio Wacquez (fallecido en 2000), cuyas novelas en las que se incluye la temática homosexual tuvieron poca difusión. En el caso de Wacquez, destaca el texto Toda la luz del mediodía (1965), primera obra del autor y ganadora del Concurso Literario CRAV, en la que relata la tensión entre el narrador y las relaciones con su esposa y su amigo, insinuando una relación homosexual con este último. En 1972 Mario Cruz publicó El príncipe, novela que revela con crudeza la homosexualidad dentro de las cárceles y que en 2019 sería adaptada al cine.
El dramaturgo Ramón Griffero incursionó en el género narrativo en 1992 con Soy de Plaza Italia, obra en la que presenta siete cuentos en las que se abordan temas recurrentes en sus obras teatrales, tales como la homosexualidad y la marginalidad urbana. En 1994 se publica Cuento aparte de René Arcos y en 1997 es publicado el cuento Santa Lucía de Pablo Simonetti —ganador de un concurso de la revista Paula y con el cual salta a la fama— en el cual el cerro homónimo es el eje central de encuentros homosexuales. Este último año también es publicada la novela Viudo de Jorge Ramírez Ávila, que narra la historia de un hombre adulto apegado a su madre y que inicia una relación con un joven prostituto.
El escritor Juan Pablo Sutherland obtuvo en 1993 financiamiento del Fondo Nacional de Desarrollo Cultural y las Artes (Fondart) para escribir su primera obra, titulada Ángeles negros, publicada al año siguiente por la Editorial Planeta. El texto generó controversia en la sociedad chilena de la época debido al contenido explícito y la descripción de los encuentros homosexuales señalados en el libro; el autor mencionaba los lugares donde se reunían homosexuales principalmente en Santiago, como el Parque Forestal, la discoteca Quásar y fiestas con temáticas LGBT. Dada aquella situación también se cuestionó, por parte de personas conservadoras de la época, el hecho de que un libro con temática homosexual y contenido sexual fuera financiado con dineros públicos, ante lo cual Sutherland acusó un intento de censura.

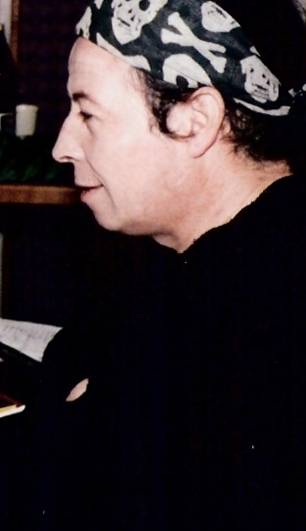
Pedro Lemebel.

Pedro Lemebel, quien ya había iniciado su carrera artística a mediados de los años 1980 a través del colectivo Las Yeguas del Apocalipsis junto a Francisco Casas, publicó en 1995 su primer libro: La esquina es mi corazón, recopilación de crónicas de su autoría que fueron publicadas a partir de 1991 en las revistas Página Abierta y Punto final y el diario La Nación. En los años posteriores continuaría con su obra literaria, publicando en 1996 Loco afán: crónicas de sidario, el cual es reeditado en Barcelona el año 2000 por la Editorial Anagrama, convirtiéndose en su primera obra publicada en el extranjero y marcando el inicio de su proyección internacional, alzando a Lemebel como uno de los escritores LGBT chilenos más reconocidos en el mundo.
Posterior a los casos de Sutherland y Lemebel, en la segunda mitad de los años 1990 comenzó un despegue en la publicación de literatura homosexual en Chile: en 1998 la Editorial Sudamericana publicó Paisaje masculino de Carlos Iturra y al año siguiente Alfaguara edita Vidas vulnerables de Pablo Simonetti, mientras que en marzo de 2000 es publicado Santo Roto, segunda obra de Juan Pablo Sutherland.

### SigloXXI
En el año 2000 el escritor y periodista Jorge Pujado Torres publicó Los regios del Santa Lucía, libro que recoge historias reales de jóvenes entre 15 y 20 años que tienen como eje principal al cerro Santa Lucía para el descubrimiento y exploración de su homosexualidad.
En 2002 Juan Pablo Sutherland publicó A corazón abierto: geografía literaria de la homosexualidad en Chile, recopilación de textos literarios chilenos que abordan la diversidad sexual desde los años 1920. En el libro se abordan textos de José Donoso, Joaquín Edwards Bello, Benjamín Subercaseaux, Armando Méndez, Jorge Marchant, María Carolina Geel, María Elena Gertner, Marta Brunet, Ramón Griffero, Pedro Lemebel, Mauricio Wacquez, Nelson Pedrero, Francisco Casas, René Arcos, Carlos Iturra, Enrique Lihn y Pablo Simonetti, entre otros; también se incluyen cartas del diario íntimo de Luis Oyarzún y cartas del crítico literario Hernán Díaz Arrieta. Sutherland también tenía planificado incluir textos de Gabriela Mistral y Enrique Lafourcade, sin embargo se encontró con la negativa por parte de la fundación que resguarda las obras de la Premio Nobel de Literatura, y con la oposición del propio Lafourcade.
Camila Gutiérrez, periodista de la Pontificia Universidad Católica de Chile, escribió durante su adolescencia a inicios de los años 2000 un blog titulado «Joven y Alocada», en el cual describía los conflictos con su familia conservadora y religiosa, así como el descubrimiento de su bisexualidad. El caso sirvió de inspiración para la película homónima, dirigida por Marialy Rivas y estrenada en 2012. Dado el éxito del filme, Gutiérrez publicó en 2013 el libro Joven y alocada: la hermosa y desconocida historia de una evangelais, narrado como una autobiografía en la cual desarrolla los contenidos escritos en su blog y representados en la película.
Con la publicación en 2007 de su primera novela titulada Trilogía de las Fiestas, Rodrigo Muñoz Opazo desarrolló novelas en las cuales los personajes LGBT eran los protagonistas, así como también algunos personajes secundarios estaban inspirados en iconos de la diversidad sexual de Chile y América Latina; posteriormente publicó los libros Monvetusto y la Legión de las Artes (2009), Franco Demente (2010), Tiniebla de Amor (2012), Huellas de Traición (2013) y Mi Duelo Gay (2016). La carrera de Muñoz Opazo llegó a un abrupto fin tras su suicidio el 27 de marzo de 2018.
Otros autores que han publicado novelas de temática LGBT durante los años 2010 son Rafael Ramírez Epul y Epul con BOBejero: El amor gay existe; corre a contar la noticia (2012) y Francisco García Mendoza con Morir de amor (2012) y A ti siempre te gustaron las niñas (2016).
A partir de 2009 la activista travesti Claudia Rodríguez (Santiago de Chile, 1968) ha publicado sus textos en formato de fanzine de manera autogestionada. En 2016 publicó su primera obra en formato de libro, titulada Dramas pobres. Otro libro que narra relatos sobre travestis y transformistas en Chile es Trece noches de risas y lágrimas rosa (2015) de Irene Galiachis.
En octubre de 2014 fue publicado Nicolás tiene dos papás, primer cuento infantil publicado en Chile en que se aborda la diversidad sexual desde el contexto de una familia homoparental; el texto fue publicado por el Movimiento de Integración y Liberación Homosexual (Movilh) con la colaboración de la Fundación Triángulo. El mismo año fue publicado Erotismo y homosexualidad en la narrativa chilena (2014), obra de Augusto Sarrocchi que realiza una trayectoria histórica de diferentes obras y autores chilenos que han creado textos referentes a la homosexualidad tanto masculina como femenina. En marzo de 2017 fue creado el Colectivo Weye, agrupación de artistas que busca visibilizar las diversidades sexuales a través de las distintas artes, especialmente mediante la literatura.
La participación de homosexuales en la Guerra del Pacífico ha sido un tema tabú del cual prácticamente no existen registros oficiales de la época; en base a aquella situación, el historiador Rafael Mellafe publicó en 2021 la novela de ficción Tres caminos a Tacna, que narra la historia de tres oficiales (uno chileno, uno peruano y uno boliviano) que se encuentran en la batalla de Tacna (26 de mayo de 1880), de los cuales los dos últimos son homosexuales.
En la literatura trans en la segunda década del siglo XXI en Chile han surgido nombres como la de la activista trans Alessia Injoque, quien publicó en 2018 el libro Crónicas de una infiltrada, una serie de relatos sobre su propia transición a raíz del alcance de su caso publicado en la revista Qué Pasa el año anterior. Al año siguiente Iván Monalisa Ojeda lanzó Las biuty Queens, un compilado publicado en 2018 de 13 cuentos de la escena trans en la ciudad estadounidense y en 2022 la escritora Ariel Florencia Richards publicó con su nuevo nombre legal la edición española de su libro Las olas son las mismas.
En 2019 fue fundada Invertido Ediciones, editorial enfocada exclusivamente en autores y obras de temática LGBT; entre los textos publicados se encuentran creaciones de autores chilenos y latinoamericanos.
El año 2021 aparece el colectivo nacional Imaginistas cuya misión es publicar literatura latinoamericana de ficción especulativa; específicamente fantasía, ciencia ficción y terror, escrita por mujeres y disidencias. El colectivo, además de funcionar como editorial, realiza talleres literarios de escritura creativa y cuenta con la Revista IMAGI, que publican de manera trimestral.

### Historiografía
Algunas de las publicaciones literarias que han narrado diversos aspectos de la historia LGBT en Chile, o han realizado recopilaciones de eventos históricos para la diversidad sexual del país, son:
- Shamans of the Foye Tree: Gender, Power, and Healing among Chilean Mapuche (2007), publicado en inglés por la antropóloga Ana Mariella Bacigalupo y que describe la forma en que las y los machis se relacionan con el género, la espiritualidad y los sistemas de poder y resistencia, así como también se aborda la homosexualidad en la cultura mapuche.[46]
- Bandera hueca: historia del movimiento homosexual de Chile (2008), del periodista y activista Víctor Hugo Robles, que relata la historia del movimiento por la lucha de los derechos LGBT en el país desde la protesta homosexual en la Plaza de Armas de Santiago en abril de 1973 hasta los años 2000.[47]
- Raro (2011), del periodista y escritor Óscar Contardo, y que realiza un recorrido histórico por la homosexualidad —principalmente en el país— desde la conquista de América hasta inicios del siglo XXI mediante entrevistas, revisiones bibliográficas y análisis de eventos históricos.[48]
- El Deseo Invisible: Santiago cola antes del golpe (2016), del escritor Gonzalo Asalazar y desarrollado a partir de una investigación realizada por el autor en la que describe los puntos de encuentro de homosexuales en la capital chilena entre 1950 y el golpe de Estado de 1973.[49]